# Kusak podkamieniec
Kusak podkamieniec (Staphylinus dimidiaticornis) – gatunek chrząszcza, z rodziny kusakowatych i podrodziny kusaków.
Takson ten opisany został w 1851 roku przez Maxa Gemmingera jako odmiana kusaka czerwonopokrywego. 
Chrząszcz o wydłużonym ciele długości od 16 do 24 mm, ubarwionym czarno z brunatnoczerwonymi pokrywami. Głowa jest z tyłu niezwężona, gęsto i delikatnie punktowana, o czarno owłosionych skroniach. Czułki są u nasady czerwone, ale od szóstego członu sczerniałe, na szczycie prawie czarne. Przedplecze ma delikatne, gęsto rozmieszczone punkty z mikroskopijnymi guzkami. Tylny brzeg przedplecza zaopatrzony jest w obwódkę ze złocistych włosków. Owłosienie tarczki jest czarne. Odwłok ma na bokach nasadowych części trzech początkowych tergitów i na tergitach końcowych po plamce ze żółtozłocistego (u aberracji opisanej jako brunneimaculatus brunatnego) owłosienia, jednak rozmiary tych plamek są zredukowane, a czasem mogą być one zupełnie zanikłe.
Zasiedla tereny otwarte, skraje lasów i widne lasy, od terenów nizinnych po górskie. Bytuje w ściółce leśnej, pod kamieniami i w odchodach. Poluje na różne bezkręgowce glebowe. Penetruje ściółkę w poszukiwaniu larw i poczwarek owadów, dżdżownic i wijów. Rójkę odbywa w maju i czerwcu.
Owad palearktyczny, znany z Portugalii, Hiszpanii, Irlandii, Wielkiej Brytanii, Francji, Luksemburga, Belgii, Holandii, Niemiec, Danii, Szwecji, Norwegii, Finlandii, Szwajcarii, Austrii, Włoch, Estonii, Łotwy, Litwy, Polski, Czech, Słowacji, Węgier, Ukrainy, Słowenii, Chorwacji, Bułgarii, Grecji, Rosji, wschodniej Palearktyki i Indii. W Polsce rzadki.